# Catherine Wheel
I Catherine Wheel sono stati un gruppo rock britannico formatosi nel 1990 a Great Yarmouth in Inghilterra. Il gruppo è composto dal cantante/chitarrista Rob Dickinson (cugino del cantante degli Iron Maiden, Bruce Dickinson), dal chitarrista Brian Futter, il bassista Dave Hawes (sostituito da Ben Ellis per il tour di Wishville), e dal batterista Neil Sims. Il nome del gruppo deriva da quello di un fuoco d'artificio.
Sono stati attivi durante l'intero arco degli anni novanta, iniziando come band shoegaze per poi evolvere il proprio suono prima verso sonorità più hard rock, poi più pop. Nonostante la solida base di fan (specialmente negli Stati Uniti) e gli ottimi riscontri critici la band non riuscirà mai a uscire dal mercato di nicchia, e proprio questo mancato successo contribuirà al suo disfacimento. L'ultimo album e l'ultimo tour risalgono infatti al 2000 e da allora il gruppo è entrato in una "pausa di riflessione" che non si è ancora conclusa.
Il gruppo risulta ancora sotto contratto con la Columbia per altri due dischi, e a tutt'oggi non è mai stata data ufficialmente la notizia dello scioglimento, anche se in realtà i vari membri del gruppo sono al lavoro su altri progetti.

## Storia del gruppo

### Dalle origini a Ferment: Il periodo shoegaze
Il primo nucleo dei Catherine Wheel nasce dall'incontro di Rob Dickinson con Brian Futter che in virtù di una comune sensibilità musicale decidono di collaborare, abbandonando le loro rispettive band. A loro si uniscono subito dopo anche Neil Sims, amico di Brian, e il bassista Dave Haves reclutato tramite un annuncio appeso in un negozio di musica che recitava "Cercasi bassista per nuova band - influenze My Bloody Valentine, Stone Roses, Ride..".
Il loro primo concerto è del settembre 1990, come band di supporto ad altri quattro gruppi locali. L'organizzatore del concerto rimase talmente colpito dal gruppo che gli propose subito di registrare per la sua etichetta, la Wilde Club di Norwich. Il gruppo accetta, e nel gennaio 1991 viene pubblicato l'EP She's my friend, che ottiene ottime critiche sui giornali musicali. La notorietà a livello nazionale arriva quando la loro canzone Upside down viene trasmessa all'interno del prestigioso BBC show di John Peel, che li porta in breve tempo a firmare il loro primo contratto discografico per la Fontana Records.
Dopo l'accordo con la Fontana il gruppo si mette al lavoro per la realizzazione del disco d'esordio, la cui produzione viene affidata all'ex membro dei Talk Talk Tim Friese-Green. Nel 1992 esce il loro album Ferment, la cui musica è un originale incrocio fra chitarrismo shoegaze e sonorità più hard rock. Lo schema dei brani è abbastanza semplice: la chitarra e il canto di Dickinson elaborano delle classiche melodie rock, mentre Futter ci costruisce attorno un colossale muro di distorsioni, donando al gruppo un suono decisamente personale. Il disco riceve ottime critiche ed è considerato uno dei capolavori dello shoegaze. L'accoglienza del pubblico fu buona sia in patria sia soprattutto negli U.S.A., grazie al successo del singolo Black metallic, che rimarrà la loro canzone più famosa.

### Chrome, Happy Days e la svolta Hard Rock
Dopo il discreto successo di Ferment il gruppo inizia una lunga tournée negli Stati uniti, che consoliderà in maniera definitiva il loro seguito oltre oceano. A distanza di un anno dall'esordio arriva il secondo disco, Chrome, stavolta affidato alla produzione di Gil Norton (già produttore di Pixies, Echo and the Bunnymen).
Il disco mette in maggior risalto rispetto al precedente l'attitudine hard rock del gruppo, riducendo di molto il tasso di distorsioni della chitarra di Futter. Il singolo trainante stavolta è Crank, che ottiene una buona diffusione negli Stati uniti mentre viene quasi ignorato in Inghilterra, dove nel frattempo è scoppiata la moda del Brit pop.
Lo scarso successo in patria porta i Catherine Wheel a concentrarsi quasi esclusivamente sul mercato statunitense, e il tour successivo a Chrome riflette bene questa tendenza.
Nel successivo Happy Days (1995), le origini shoegaze sono quasi scomparse, e le sonorità stavolta sono vicine al grunge. Nelle intenzioni del gruppo questo dovrebbe essere l'album della consacrazione al grande pubblico, ma anche stavolta la sua popolarità rimane confinata al circuito alternativo. Il singolo estratti sono Waydown e Judy staring at the sun, ma la canzone più amata dai fan sarà la ballata Heal.

### Adam and Eve, una nuova partenza
Nel 1996 la Mercury pubblica per il mercato americano il disco di b-side Like Cats and Dogs, che preannuncia una svolta nel suono del gruppo. Infatti nella raccolta non vengono inseriti i primi singoli del periodo shoegaze, ma si privilegiano sonorità più vicine al dream pop. Questa nuova direzione musicale viene sviluppata l'anno dopo nel quinto album del gruppo, Adam and Eve.
È il disco della maturità per la band, che cerca di andare al di là della semplice raccolta di canzoni, cercando di dare una maggiore organicità alle diverse tracce. Questo porterà in molti a parlare di concept album sull'amore, anche se in realtà il gruppo ha sempre smentito questa lettura del disco. L'album ottiene critiche positive, oltre a un discreto successo anche al di fuori dagli U.S.A.
I singoli Ma solituda e Delicious riescono finalmente a fare breccia anche nel mercato italiano, e vengono trasmessi sia nelle radio che su Videomusic. Sembrerebbe che il successo mainstream tanto a lungo cercato da Dickinson sia finalmente arrivato, ma in realtà i dati delle vendite non sono particolarmente lusinghieri, e quello che poteva essere finalmente l'album della svolta diviene invece l'inizio del declino della band.

### Il fallimento di Wishville e i progetti solisti
Dopo tre anni di silenzio, durante i quali viene allontanato dal gruppo il bassista Dave Haves (sostituito da Ben Ellis) il gruppo pubblica il suo sesto e ultimo album Wishville per la nuova etichetta Columbia. Il suono è tornato ad essere quello di Happy Days, abbandonando quasi del tutto l'evoluzione degli ultimi anni.
Per la prima volta un loro disco viene stroncato dalla critica e nemmeno il pubblico gradisce questo ritorno al passato. Tutto questo si traduce in un insuccesso di vendite, e subito dopo il tour promozionale la band entra in una "pausa di riflessione" da cui non uscirà più.
I Catherine Wheel cessano semplicemente di esistere, senza che mai venga data una notizia ufficiale sullo scioglimento (la band ha ancora un contratto per altri due album con la Columbia), e senza nemmeno pubblicare un Greatest Hits celebrativo.
I vari membri del gruppo sono attualmente al lavoro su alcuni progetti solisti. Brian Futter e Neil Sims hanno dato vita a un nuovo gruppo chiamato 50 ft Monsters. Rob Dickinson ha pubblicato nel 2005 il suo disco d'esordio Fresh wine for the horses per la Sanctuary, a cui ha fatto seguito un tour promozionale in cui ripropone anche brani del vecchio gruppo.

## Componenti del gruppo
- Rob Dickinson - cantante e chitarrista
- Brian Futter - chitarrista
- Dave Hawes - bassista (1990-1999)
- Ben Ellis - bassista (2000)
- Neil Sims - batterista

## Discografia

### Album in studio
- 1992 – Ferment
- 1993 – Chrome
- 1995 – Happy days
- 1996 – Like Cats and Dogs
- 1997 – Adam and Eve
- 2000 – Wishville

### EP
- 1991 – She's My Friend
- 1991 – Painful Thing
- 1993 – 30 Century Man

### Singoli
- 1991 – Black Metallic
- 1992 – Balloon
- 1992 – I Want to Touch You
- 1993 – Crank
- 1993 – Show Me Mary
- 1995 – Judy Staring at the Sun
- 1995 – Waydown
- 1997 – Delicious
- 1998 – Ma Solituda
- 1998 – Broken Nose
- 2000 – Sparks Are Gonna Fly